# Cosaques de la ligne du Caucase

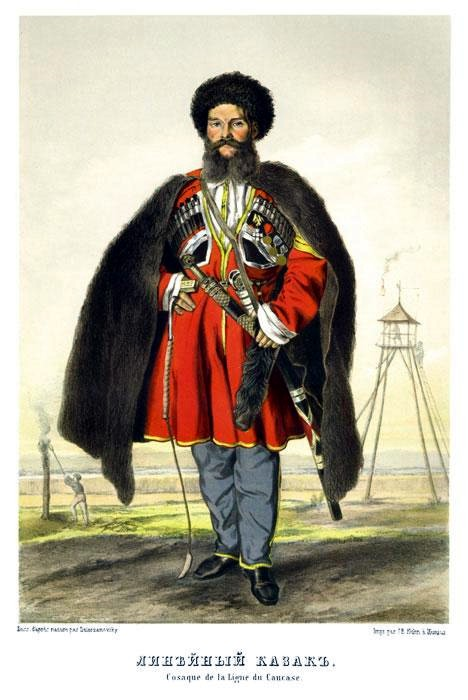
Cosaque de la ligne du Caucase.

L’armée cosaque de la ligne du Caucase (en russe : Кавказское линейное казачье войско) est une communauté cosaque de l’empire russe officialisée en 1832 en Ciscaucasie pour défendre une ligne fortifiée de l’embouchure du Kouban à celle du Terek. Elle exista jusque dans les années 1860.

## Histoire

Carte des territoires cosaques au nord du Caucase en 1848, en rouge l’armée de la ligne du Caucase.

L’histoire des Cosaques de la ligne du Caucase remonte à 1786 et la décision du gouvernement russe de consolider ses positions dans le nord du Caucase et d’organiser la lutte contre les peuples montagnards. Des Cosaques venus de Petite Russie, de la Volga et du Don sont installés le long du Terek. En 1832 ils sont organisés officiellement en cinq régiments cosaques le long du Terek et cinq le long du Kouban. Avec les Cosaques de la mer Noire ils formaient la ligne de défense du Caucase et participent à la conquête russe du Caucase. En 1860 les Cosaques de la ligne du Caucase et les Cosaques de la mer Noire sont réorganisés en Cosaques du Kouban et du Terek.